# 药水苏
药水苏（学名：Betonica officinalis），为唇形科药水苏属下的一个植物种。